# Machnatka
Machnatka is een plaats in het Poolse district  Grójecki, woiwodschap Mazovië. De plaats maakt deel uit van de gemeente Błędów en telt 140 inwoners.